# Canton de Lyon-XIV
Le canton de Lyon-XIV est une ancienne division administrative française, située dans le département du Rhône en région Rhône-Alpes.

## Composition
Le canton de Lyon-XIV correspondait à la partie orientale du 8e arrondissement de Lyon, limitée à l'ouest par la rue du Professeur Sisley, l'avenue des Frères Lumière, les rues Saint-Maurice, Saint-Mathieu, Villon, Marius Berliet, la place du 11 novembre 1918, l'avenue Paul Santy, la rue du Professeur Beauvisage et le boulevard des États-Unis. Il comprenait les quartiers de Laënnec, Transvaal, Mermoz et Monplaisir-la-Plaine (y compris la cité Langlet-Santy), ainsi que les parties est des quartiers de Monplaisir (Ville) et du Bachut, et la partie sud du secteur de Grange Blanche.

## Histoire
Le canton de Lyon-XIV est l'un des quatre créés par un décret du 28 février 2000 en remplacement des cantons de Lyon 10, 12 et 13. Il reprend en partie les limites du canton de Lyon-XII, créé par une loi du 10 avril 1914.
Il disparaît le 1er janvier 2015 avec la création de la métropole de Lyon.

## Représentation

### Conseillers généraux du Canton de Lyon-XIV
| Période | Période | Identité         | Étiquette | Qualité                                |
| ------- | ------- | ---------------- | --------- | -------------------------------------- |
| 2001    | 2014    | Christian Coulon | PS        | Maire du 8e arrondissement (2001-2020) |

## Évolution démographique
| 1962 | 1968 | 1975 | 1982 | 1990 | 1999 | 2006   | 2011   |
| ---- | ---- | ---- | ---- | ---- | ---- | ------ | ------ |
| -    | -    | -    | -    | 0    | 0    | 40 446 | 42 601 |